# Svećenička korona

Svećenička korona je radni, duhovni i molitveni susret svećenika neke (nad)biskupije s  (nad)biskupom ili susret svećenika na razini dekanata. Obično se radi o godišnjem susretu svećenika neke dijeceze s njegovim poglavarom. Najčešće je posvećena mjesnom pastoralu. Uz poglavara (nad)biskupa i pomoćnih biskupa u iznošenju, izlaganju ili priopćavanju sudjeluju i generalni vikari, provincijali, povjerenici, predstavnici redovničkih zajednica, kao i sami upravitelji župa.
Korone sazivaju dekani (upravitelji dekanata), koji su time obvezani Zakonikom kanonskoga prava. Na koroni se obično dogovaraju pastoralne aktivnosti na razini dekanata uz predavanja na određene teme vezane uz župni pastoral ili pastoralnu teologiju.
Sastanci ili zasjedanja obično počinju molitvom časoslova ili neke druge molitve, a zaključuju se svetom misom.